# Aviemore
Aviemore es una localidad situada en el concejo de Highland, en Escocia (Reino Unido), con una población estimada a mediados de 2016 de 3240 habitantes.
Se encuentra ubicada al norte Escocia, cerca de la ciudad de Inverness —la capital del concejo— y de la costa del mar del Norte.

## Etimología
Aviemore representa la forma gaélica An Aghaidh Mhòr. Aghaidh puede ser picto e implicar un elemento equivalente al galés ag que significa "hendidura".